# 阿塞拜疆駐伊朗大使館遇襲事件
阿塞拜疆駐德黑蘭大使館於當地時間2023年1月27日上午8點左右遭到襲擊。
肇事者手持AK-47自動步槍經過哨站後，向大使館內開火，大使館工作人員則試圖制服肇事者。
大使館安全部門負責人奧爾汗·阿斯加羅夫 (Orkhan Asgarov) 在襲擊中喪生，兩名警衛受傷。
伊朗警方其後拘留一人。阿塞拜疆國家安全局對此次襲擊展開刑事調查。阿塞拜疆總統伊利哈姆·阿利耶夫強烈譴責襲擊，並單方面將事件定性為「恐怖襲擊」，阿塞拜疆外交部隨後宣佈撤離駐德黑蘭使館人員。 
1月29日，阿塞拜疆從德黑蘭撤離大部分大使館工作人員，並暫停大使館運作。
伊朗方面表示，不認為襲擊是出於政治動機，而是出於個人原因，亦表示當時肇事者帶同兩名年幼兒童到場，但大使館發佈的閉路電視錄像片段顯示肇事者獨自出現。  

## 背景
阿塞拜疆駐外使館以往亦曾遭到襲擊，但未曾傳出死訊。
2022年8月，馬赫迪信徒聯盟成員襲擊阿塞拜疆駐倫敦大使館，拆除使館大樓內的阿塞拜疆國旗，換上帶有伊斯蘭標語的國旗，並用阿拉伯語高喊口號，以及將標語寫在使館大樓的牆壁和窗戶。 
2022年9月，阿塞拜疆駐巴黎大使館遭到亞美尼亞抗議者襲擊，他們試圖闖入大使館大樓。 阿塞拜疆外交部傳召法國駐阿塞拜疆大使提出抗議照會。 法國當局表示，已採取一切措施確保安全並防止此類行為再次發生。 
2022年10月11日，阿塞拜疆駐華盛頓大使館一輛汽車遭到槍擊，阿塞拜疆外交部召見美國臨時代辦，要求確保阿塞拜疆外交使團的安全。 

## 襲擊
襲擊發生在2023年1月27日，當地時間上午8點左右，地點在伊朗首都德黑蘭。  當三名大使館員工進入大樓時，槍手手持AK-47自動步槍，通過安全哨站 。槍手將汽車撞向大使館，其中一名員工前往查看。槍手趁機闖入大使館並開火。  射擊大使館僱員， 而大使館工作人員試圖制服。 槍手開槍擊中安全部門負責人、高級中尉奧爾汗·阿斯加羅夫 (Orkhan Asgarov)，並打傷另外兩人。一名安保人員試圖將槍奪走，並設法將襲擊者推出大使館並鎖上大門。槍手隨後向大使館大門連開多槍，並兩次嘗試點燃使館外的汽車，但均失敗，最後一次嘗試點燃，導致其衣服被點燃。 其後槍手向警察投案自首。 圖片顯示大使館的門上有彈孔。  
現時傷者情況穩定。 

## 後果和動機
伊朗官方媒體沒有立即報道襲擊。 阿塞拜疆政府則稱這是「恐怖襲擊」。伊朗官員隨後發表聲明表明沒有證據顯示槍手出於政治動機。 
襲擊發生後不久，伊朗和阿塞拜疆分別宣佈，就事件開展調查 。 伊朗外交部發言人納西爾·卡納尼 (Nasir Kanani) 表示，襲擊發生後，警方和安全部隊立即行動 ，槍手已經被拘留， 並接受調查。 就此次襲擊事件，阿塞拜疆國家安全局表示會根據阿塞拜疆法律立案調查。 
德黑蘭警察局長薩達爾·侯賽因·拉希米表示，初步調查認為槍手因個人動機犯案， 並補充，槍手最初帶同一名 14 歲的女孩和一名 7 歲的男孩。 據德黑蘭刑事檢察官辦公室負責人穆罕默德沙赫里亞里表示，槍手在初步調查期間聲稱，他的妻子於2022年4月前往大使館後，沒有回家，槍手曾多次到大使館，都沒有得到任何回應。 
據伊朗伊斯蘭共和國通訊社報道，槍手於2022年4月中旬向西阿塞拜疆省烏爾米亞警方報案，指來自巴庫的妻子失蹤，但警方翻查紀錄發現該女子有出入境紀錄，並已經返回阿塞拜疆。
此後，槍手繼續向伊朗外交部和阿塞拜疆駐德黑蘭大使館詢問。 
槍手隨後表示，「決定今天早上帶已經準備好的卡拉什尼科夫步槍去大使館」。 根據閉路電視片段顯示一名伊朗保安人員當時正身處在大使館入口處，但沒有採取任何措施阻止槍手，該槍手其後被解雇。  針對外界對伊朗警察的批評，伊朗執法司令部總司令艾哈邁德-禮薩·拉丹將軍辯稱，根據外交協議，大使館警察警衛不能攜帶武器，在案件中只能召集武裝部門緊急情況。  
1月29日，阿塞拜疆外交部副部長哈拉夫·哈拉福夫宣佈，派駐大使館53名工作人員已從德黑蘭撤離，大使館已暫停運作。 

## 官方反應
1月28日，伊朗總統易卜拉欣·萊希致電阿塞拜疆總統伊利哈姆·阿利耶夫。萊希向阿利耶夫和奧爾汗·阿斯加羅夫的家人表示慰問，並祝願傷者早日康復。阿利耶夫對此次襲擊事件表示強烈譴責，稱其為恐怖主義行為，並表示希望對槍手進行徹底、透明的調查，依法懲處槍手。阿利耶夫還提到一名警衛的勇氣，設法奪去槍手的槍枝，從而避免進一步的傷亡。 
外國官員亦對這次襲擊作出回應。
- 以色列總統艾薩克·赫爾佐格向阿利耶夫表示哀悼，阿利耶夫對以色列耶路撒冷猶太教堂襲擊事件表示哀悼。 [32]
- 沙特阿拉伯強調聲援阿塞拜疆及其人民，並呼籲尊重外交使團並懲罰肇事者。 [33]
- 埃及總統阿卜杜勒·法塔赫·塞西在巴庫親自向阿利耶夫表示哀悼。 [34]
- 美國譴責這次襲擊並支持阿利耶夫總統要求立即展開調查的呼籲，提醒伊朗政府根據《維也納外交關係公約》有責任保護在伊朗的外國外交官。 [35]
- 俄羅斯外長謝爾蓋·拉夫羅夫在與阿塞拜疆外長傑伊洪·拜拉莫夫的通話中表達哀悼，並表示願意提供阿塞拜疆可能需要的任何援助。 [36]
- 匈牙利總統卡塔林·諾瓦克和土耳其總統雷傑普·塔伊普·埃爾多安通過Twitter發表的官方聲明。 [37] [38]

此外，克羅地亞、 愛沙尼亞、 摩爾多瓦、 斯洛伐克、 和瑞典亦表示哀悼和譴責。
國際組織亦就此事做出回應。
- 聯合國秘書長發言人斯蒂芬·杜加里克表示，聯合國譴責襲擊事件，強調國際法嚴禁襲擊外交使團，並表示希望將肇事者繩之以法。 [44]
- 歐盟委員會發言人彼得·斯塔諾對此表示哀悼，並呼籲進行全面調查和問責。 [45]
- 歐安組織輪值主席兼北馬其頓外交部長布哈爾·奧斯馬尼強烈譴責這次襲擊，並呼籲追究肇事者的責任。 [46]

## 也可以看看
- 北韓駐西班牙大使館遇襲事件